# Mikołaj Ligęza z Bobrku (1529–1603)
Mikołaj Ligęza z Bobrku herbu Półkozic (ur. 1529, zm. 2 maja 1603) – kasztelan czechowski od 1561, zawichojski od 1566 i wiślicki od 1577, chorąży koronny w 1560, starosta chełmski od 1557, starosta żydaczowski w latach 1561–1592, starosta biecki w latach 1561–1603, dworzanin i sekretarz królewski w 1557 roku.

## Życiorys
Najmłodszy syn burgrabiego krakowskiego Feliksa oraz Zofii z Tarnowskich, córki kasztelana krakowskiego Jana Amora Tarnowskiego starszego, siostry rodzonej hetmana wielkiego koronnego Jana Amora Tarnowskiego młodszego.
W 1555 otrzymał zezwolenie królewskie na wykup starostwa żydaczowskiego od Michała Paniowskiego, które spłacał jeszcze w 1561. W 1592 odstąpił je synowi Mikołajowi Spytkowi. W 1557 uzyskał także starostwo chełmskie. 
Po zawarciu w 1562 małżeństwa z Elżbietą Jordanówną, córką Spytka Wawrzyńca Jordana i Anny z Sieniawskich herbu Leliwa (zm. 1597), primo voto Stanisławową Bonerową, z którą podpisał następnie w październiku 1563 umowę wzajemnego dożywocia na wszystkich dobrach, przejął od żony przed 22 maja 1565 obowiązki, a 15 maja 1569 pełną i dożywotnią władzę w starostwie bieckim. Starostwo to zostało zastawione przez Zygmunta I Starego w 1520 teściowi Elżbiety, Sewerynowi Bonerowi, a następnie przeszło w ręce jej zmarłego męża. Elżbieta uzyskała je dożywotnio od króla Zygmunta II Augusta w 1562.
Jako przedstawiciel Korony Królestwa Polskiego podpisał akt unii lubelskiej 1569 roku. Podczas pierwszego bezkrólewia zaciągnął na własny koszt wojsko dla obrony granic śląskiej i węgierskiej. Podpisał wybór Henryka III Walezego na króla Polski. Na sejmie koronacyjnym żądał od króla przysięgi na dochowanie wszystkich praw. Sygnatariusz deklaracji uzupełniającej do konfederacji warszawskiej w kwietniu 1574, zachował później neutralność wobec reformacji. Po ucieczce Henryka latem 1574 opowiedział się za natychmiastową elekcją z pominięciem konwokacji, a następnie za kandydaturą Stefana Batorego. W lutym 1576 towarzyszył Annie Jagiellonce podczas wjazdu do Krakowa, w marcu postulował jej koronację niezależnie od obecności prymasa.
W 1575 wykupił z rąk Jana Tarły, wojewody lubelskiego, wójtostwo bieckie wraz z dworem, gdzie odtąd rezydował.
Zasłużył się dla rozwoju gospodarczego Biecza, z którego mieszczanami i chłopami z wsi starościńskich pozostawał jednak w ciągłych zatargach na tle prowadzonej polityki. W 1574 r. rozpoczął intensywną rozbudowę murów obronnych tego miasta. U króla Stefana Batorego wystarał się o przywilej na trzeci roczny jarmark dla Biecza. Renesansowy nagrobek Mikołaja Ligęzy (1578) znajduje się w kościele Bożego Ciała w Bieczu (okazała rzeźba z postacią rycerza i płaskorzeźbą konia oraz kartuszem z herbami Półkozic, Leliwa, Nieczuja, Sulima). Ligęza zbudował także w latach 1561–1576 nowoczesny beluard i fosę w zamku w Ogrodzieńcu.
Przyjął prawo miejskie w Krakowie.
We wrześniu 1582 opowiedział się po stronie przeciwników kanclerza Jana Zamoyskiego na sejmiku sandomierskim, ale nie należał do opozycji przeciw kanclerzowi w kolejnych latach i nie uczestniczył w konflikcie podczas bezkrólewia po Stefanie Batorym.
W styczniu 1603 protestował w Krakowie przeciwko wolnemu spławowi na rzece Ropie ustanowionemu przez sejmik proszowicki. 
Jako senator wziął udział w sejmie zwyczajnym 1603 roku.

## Rodzina
Przed 25 kwietnia 1562 Ligęza poślubił Elżbietę Jordanównę, od 14 listopada 1560 wdowę po Stanisławie Bonerze. Elżbieta zachowywała znaczną niezależność od swego drugiego męża. Od lutego 1561 sprawowała jako kobieta obowiązki starosty bieckiego, co wzbudziło protesty posłów na sejm piotrkowski. Przekazała Ligęzie te obowiązki ok. 1565, a samo starostwo dopiero na mocy postanowienia sejmu lubelskiego z maja 1569. W sierpniu 1575 Ligęza zarzucił jej zdradę małżeńską z dwoma kochankami i próbę otrucia go. W maju 1576 para formalnie rozstała się na podstawie wpisów do Metryki Koronnej, w których skasowane zostały zapisy wzajemnego dożywocia na wszystkich dobrach, przyznana Elżbiecie opieka nad dziećmi w razie śmierci Mikołaja oraz oprawa jej posagu i wiana na jego dobrach. W 1582 przed Trybunał Koronny trafił wniosek Elżbiety o zwrot wniesionych w posagu kosztowności.
Ligęza miał z Elżbietą Jordanówną czworo dzieci:
- Mikołaja Spytka (ok. 1562–1637) – od 1584 pana na Rzeszowie, od 1619 kasztelana sandomierskiego (ojcostwo było współcześnie kwestionowane[9])
- starszą córkę Annę (zm. przed 28 lutego 1617[24]) – najpierw synową kasztelana sandomierskiego Stanisława Sobka h. Brochwicz, później żonę Krzysztofa Bogusza h. Półkozic (zm. przed 1616), od 1603 starosty zwoleńskiego[25]
- młodszą córkę Zofię (zm. 1653[26]) – kasztelanową połaniecką
- Jana (zm. 1599/1600[27]) – dworzanina Anny Jagiellonki, męża Anny z Dembińskich h. Rawicz, ojca Mikołaja, Anny i Zofii[28]